# Comignago
Comignago é uma comuna italiana da região do Piemonte, província de Novara, com cerca de 1010 habitantes. Estende-se por uma área de 4 km², tendo uma densidade populacional de 252.5 hab/km². Faz fronteira com Arona, Borgo Ticino, Castelletto sopra Ticino, Dormelletto, Gattico, Oleggio Castello, Veruno.<

## Demografia
| Variação demográfica do município entre 1861 e 2011                               |
|                                                                                   |
| Fonte: Istituto Nazionale di Statistica (ISTAT) - Elaboração gráfica da Wikipedia |